# Сумбатова, Нина Романовна
Ни́на Рома́новна Сумба́това (род. 1963) — российский лингвист, доктор филологических наук, специалист по лингвистической типологии, кавказским языкам (даргинский, адыгейский, сванский) и африканскому языку ландума. С 2013 по май 2016 года — директор Института лингвистики РГГУ.

## Биография
В 1980—1985 годах училась на Отделении структурной и прикладной лингвистики филологического факультета МГУ. Диплом защитила на тему «Диалоговые механизмы удовлетворения информационной потребности в истинностной оценке ситуации» (под руководством А. Е. Кибрика). В конце 1980-х годов была принята в группу А. Е. Кибрика, работавшую на филологическом факультете МГУ по хоздоговору. В эти годы принимала участие в лингвистических экспедициях ОСиПЛа, в том числе по изучению абхазского, сванского, мегебского, ицаринского языков.
В 1989—1993 годах училась в аспирантуре Института языкознания РАН. В 1994 году защитила кандидатскую диссертацию «Грамматикализация глагольного синтаксиса» (специальность 10.02.19, руководитель В. А. Плунгян). С 1991 года работала в отделе языков Института востоковедения РАН. В 1995—1996 годах стажировалась в Университете Билефельда по проекту «Универсальная грамматика» под руководством Христиана Лемана.
С 1998 года работает в РГГУ, главным образом в Лаборатории типологии. Читает курсы по общему и русскому синтаксису, типологии грамматических категорий. В 2000-е гг. руководила лингвистическими экспедициями в Адыгею.
25 июня 2013 года в Институте языкознания РАН защитила докторскую диссертацию на тему «Типологическое и диахроническое исследование морфосинтаксиса: на примере языков даргинской группы» (по специальности 10.02.20), ставшую итогом многолетних исследований по даргинским языкам. В этом же году возглавила Институт лингвистики РГГУ после ухода с этого поста М. А. Кронгауза, находилась на этой должности до 2016 года. С 2021 года работает в отделе кавказских языков Института языкознания РАН.

## Основные публикации
- Sumbatova, Nina and Rasul Mutalov. 2003. A Grammar of Icari Dargwa. München – Newcastle: LINCOM Europa. (Книга на Academia.edu)
- Сумбатова Н. Р. 2013. Проблема частей речи в даргинском языке. М.: Тезаурус. — 186 с. (Книга на Academia.edu)
- Сумбатова Н. Р., Ландер Ю. А.; при участии М. Х. Мамаева. Даргинский говор селения Танты: грамматический очерк. Вопросы синтаксиса. М.: Языки славянской культуры, 2014. — 750 с. (Studia philologica). ISBN 978-5-9906039-6-7 (Книга на сайте издательства)